# Гоборов, Валерий Григорьевич
Валерий Григорьевич Гоборов (укр. Валерій Григорович Гоборов, 20 января 1966, Херсон — 7 сентября 1989, Москва) — советский баскетболист. Рост — 211 см. Центровой. Заслуженный мастер спорта СССР (1988).

## Биография
Первый тренер — Елена Леонидовна Шаповалова (Киев).
Баскетбольную карьеру начал в команде СКА (Киев). С 1985 года — в ЦСКА.
Погиб в Москве в автокатастрофе на площади Гагарина. Похоронен на Преображенском кладбище.

## Достижения
- Олимпийский чемпион: 1988.
- Серебряный призёр чемпионата Европы: 1987.
- Бронзовый призёр чемпионата Европы: 1989.
- Чемпион Универсиады: 1985.
- Чемпион СССР: 1988.
- Серебряный призёр чемпионата СССР: 1986, 1987.
- Бронзовый призёр чемпионата СССР: 1989.
- Чемпион Спартакиады народов СССР: 1986.